# Cubilia nigricans
Cubilia nigricans là một loài bọ cánh cứng trong họ Cerambycidae.